# Jayant Desai
Jayant Desai (vollständiger Name: Jayantilal Zinabhai Desai; * 28. Februar 1909 in Surat; † 19. April 1976 in Bombay) war ein indischer Filmregisseur und -produzent des Hindi-Films.

## Leben
Jayant Desai begann als Filmvorführer in Surat. 1929 kam er zur Ranjit Film Company, wo er zunächst als Regieassistent bei Chandulal Shahs Rajputani (1929) und Nandlal Jaswantlals Pahadi Kanya (1930) eingesetzt wurde. Seine erste eigenständige Regiearbeit war Noor-e-Watan/Glory of India (1930). Bis 1943 war er einer der führenden Regisseure der Ranjit Studios und drehte zahlreiche mythologische Filme wie Veer Babruwahan (1934) mit Eddie Bilimoria in der Hauptrolle. Für seinen Heiligen-Film Sant Tulsidas (1939) engagierte Ranjit Movitone den Autor Shivram Vashikar und Hauptdarsteller Vishnupant Pagnis aus dem erfolgreichen Sant Tukaram (1936) von der Prabhat Film Company, um am Erfolg des seinerzeit beliebten Filmgenres teilzuhaben. Mit dem Historienfilm Tansen (1943) endete Desais Arbeit für Ranjit Movitone. Als unabhängiger Produzent drehte er bis Anfang der 1960er Jahre unter seinen Gesellschaften Jupiter Films, Jayant Desai Prod. und Hemlata Pics. Daneben war er im Filmvorführ- und -verleihgeschäft tätig. Seine bekanntesten Arbeiten in eigener Produktion waren der Historienfilm Samrat Chandragupta (1945) über den Gründer des Maurya-Reiches Chandragupta Maurya, das Saigal-Musical Tadbir (1945) und der mythologische Film Har Har Mahadev (1950) mit Nirupa Roy.

## Filmografie
| - 1930: Noor-e-Watan - 1930: Jawan Mard - 1930: Joban Na Jadu - 1931: Mukti Sangram - 1931: Banke Savaria - 1931: Vilasi Atma - 1931: Qatil Katari - 1931: Vijay Lakshmi - 1931: Fauladi Pahelwan - 1932: Lal Swar - 1932: Sipahsalaar - 1932: Bhutia Mahal - 1932: Char Chakram - 1932: Do Badmash - 1933: Bhola Shikar - 1933: Bhool Bhulaiyan - 1933: Krishna Sudama - 1934: Nadira - 1934: Sitamgarh - 1934: Toofan Mail - 1934: Veer Babruwahan - 1935: College Girl - 1935: Noor-e-Watan | - 1936: Laheri Lala - 1936: Matlabi Duniya - 1936: Raj Ramani - 1936: Rangila Raja - 1937: Toofani Toli - 1937: Mitti Ka Putla - 1937: Zameen Ka Chand - 1938: Ban Ki Chidiya - 1938: Billi - 1938: Prithvi Putra - 1939: Sant Tulsidas - 1940: Aaj Ka Hindustan - 1940: Diwali - 1941: Beti - 1941: Shadi - 1942: Chandni - 1942: Fariyad - 1943: Bansari - 1943: Bhakta Raaj - 1943: Tansen - 1943: Zabaan - 1944: Lalkaar - 1944: Manorama | - 1945: Samrat Chandragupta - 1945: Tadbir - 1946: Maharana Pratap - 1950: Har Har Mahadev - 1950: Shaan - 1950: Veer Bhimsen - 1951: Dashavtar - 1951: Shri Ganesh Janma - 1952: Amber - 1952: Nishan Danka - 1952: Shivashakti - 1953: Hazaar Ratein - 1953: Manchala - 1953: Naya Raasta - 1954: Miss Mala - 1954: Shiv Ratri - 1955: Sati Madalasa - 1956: Basant Panchami - 1956: Hamara Watan - 1957: Lakshmi Pooja - 1961: Zamana Badal Gaya |